# Saccopharynx ramosus
Espèce
Saccopharynx ramosus est une espèce de poisson de la famille des Saccopharyngidés.